# كاثي لويد
كاثي لويد (بالإنجليزية: Kathy Lloyd)‏ هي عارضة بريطانية، ولدت في 13 نوفمبر 1967 في Portmeirion ‏ في المملكة المتحدة.

## وصلات خارجية
- كاثي لويد على موقع IMDb (الإنجليزية)
- كاثي لويد على موقع قاعدة بيانات الفيلم (الإنجليزية)